# Tick, tick, tick, boom!
Tick, tick, tick, boom! es el 83er episodio de la serie de televisión norteamericana Gilmore Girls.

## Resumen del episodio
Luke hace una pataleta más grande que Davey cuando Sookie y Jackson llegan al restaurante con su hijo; todos en Stars Hollow se burlan del nuevo aspecto de Taylor luego de su crucero por el Caribe, ya que está usando una peluca. Richard, Emily y Jason se sorprenden cuando Floyd, el padre de Jason, se cita para cenar el viernes con los Gilmore. Luego de una agradable velada, Floyd le dice a Richard que los demandará por querer quitarle sus clientes, ya que Jason se reunió con alguno de ellos. Y además, revela que Lorelai y Jason han estado saliendo juntos desde meses atrás. Luke va al rescate de Kirk cuando no consigue encontrar los huevos restantes de la Pascua, y que son los causantes del mal olor del pueblo; mientras hace compras en Doose's con Lane, Rory tiene duras críticas contra Lindsay por hacer que Dean deje la universidad y trabaje para comprar la casa que ambos desean, sin saber que ella está escuchando en el pasillo contiguo. Richard tranquiliza a Emily cuando le dice que todo les saldrá bien; y después, él y Floyd acuerdan que Richard volverá a la compañía, Floyd quitará la demanda contra él, y Jason será dejado de lado. Después de que Lindsay le dijera que dejara de ver a Rory, Dean y ella se encuentran y concuerdan que continuarán su amistad.

## Curiosidades
- Jason afirma que no habla con su padre desde que dejó la firma (en The hobbit, the sofa and Digger Stiles), sin embargo hablaron en Nag Hammadi is where they found the Gnostic Gospels.
- De manera similar, Floyd Stiles afirma que no ve a Lorelai desde el campamento de verano, sin embargo la puede haber visto en Nag Hammadi is where they found the Gnostic Gospels mientras hablaba con su hijo.

- Datos: Q6146442